# Daniel Goens
Daniel Goens (ur. 15 września 1948 w Brukseli) – belgijski kolarz torowy i szosowy, brązowy medalista olimpijski oraz dwukrotny medalista torowych mistrzostw świata.

## Kariera
Pierwszy sukces w karierze Daniel Goens osiągnął w 1967 roku, kiedy wspólnie z Robertem Van Lanckerem wywalczył brązowy medal w wyścigu tandemów podczas torowych mistrzostw świata w Amsterdamie. W tym samym składzie Belgowie zdobyli srebro na rozgrywanych rok później mistrzostwach świata w Montevideo, ulegając jedynie Włochom Walterowi Goriniemu i Giordano Turriniemu. W 1968 roku Belg wystąpił także na igrzyskach olimpijskich w Meksyku, gdzie razem z Van Lanckerem zdobył brąz w tandemach, a rywalizację w sprincie zakończył już w eliminacjach. Wielokrotnie zdobywał medale torowych mistrzostw Belgii, w tym sześć złotych. Startował także w wyścigach szosowych, ale bez większych sukcesów.